# Берфельден
Берфельден (нем. Beerfelden) — город в Германии, в земле Гессен. Подчинён административному округу Дармштадт. Входит в состав района Оденвальд. Население составляет 6571 человек (на 31 декабря 2010 года). Занимает площадь 71,18 км². Подразделяется на 7 городских районов.
До присоединения к великому герцогству Гессен (1806) входил в состав графства Эрбах.
В центре города находится двенадцатитрубный фонтан, сооружённый на роднике — источнике реки Мюмлинг. Он был построен в XIX веке на месте сгоревшего деревянного сооружения. Долгое время служил одним из источников воды для города. Со временем фонтан стал символом Берфельдена. В конце XX века фонтан был существенно реконструирован.

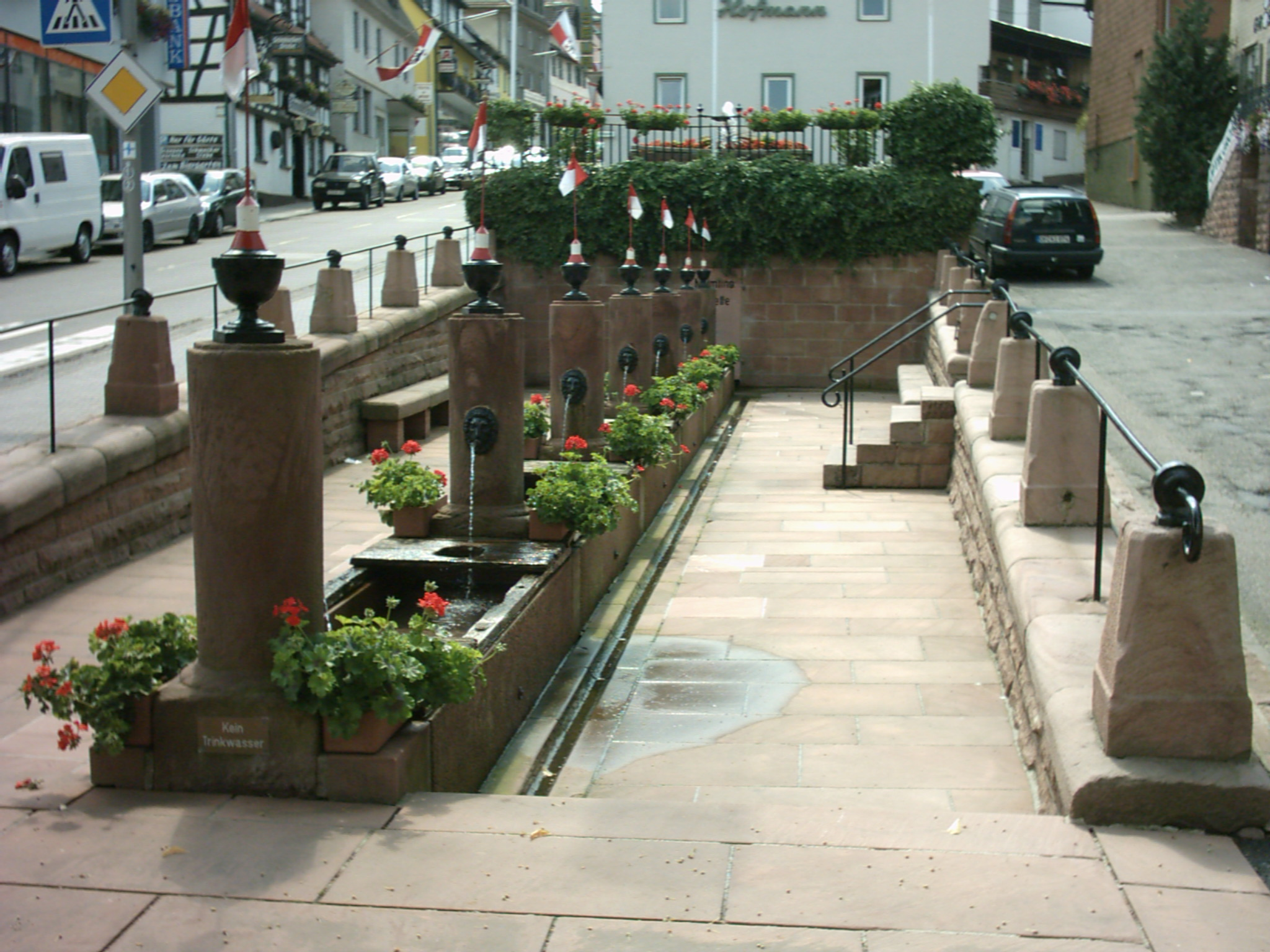
Берфельден